# Lata 60. XIX wieku
Lata 60. XIX wieku
Stulecia: XVIII wiek ~ XIX wiek ~ XX wiek
Dziesięciolecia: 1810–1819 « 1820–1829 « 1830–1839 « 1840–1849 « 1850–1859 « 1860–1869 » 1870–1879 » 1880–1889 » 1890–1899 » 1900–1909 » 1910–1919
Lata: 1860 • 1861 • 1862 • 1863 • 1864 • 1865 • 1866 • 1867 • 1868 • 1869

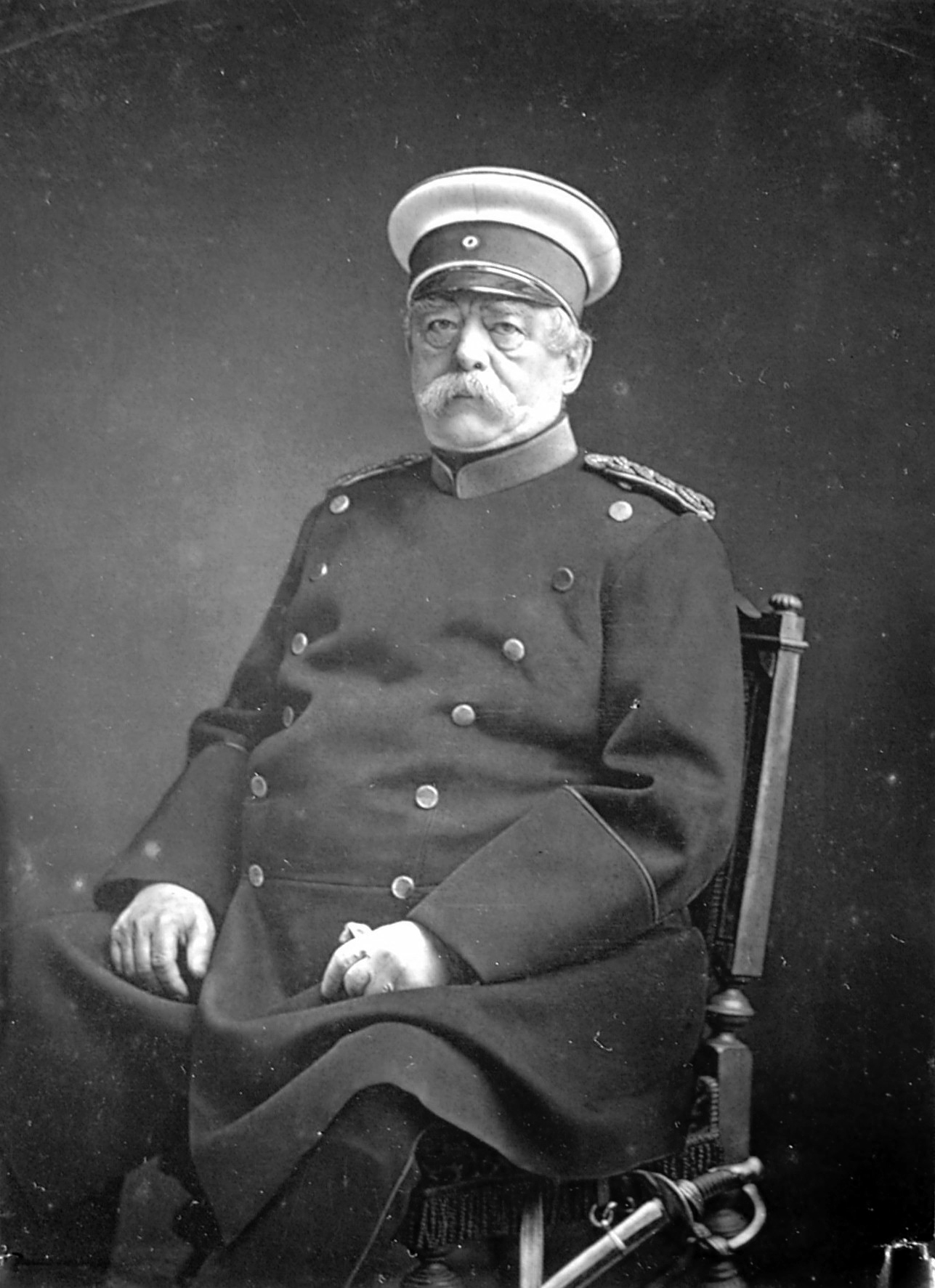
Otto von Bismarck

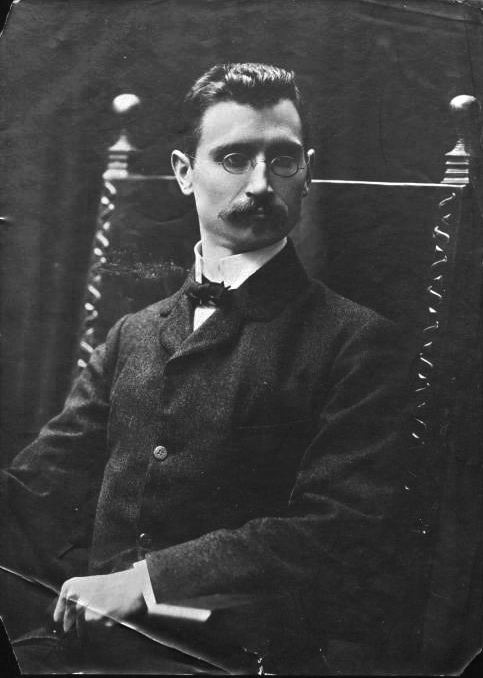
Romuald Traugutt

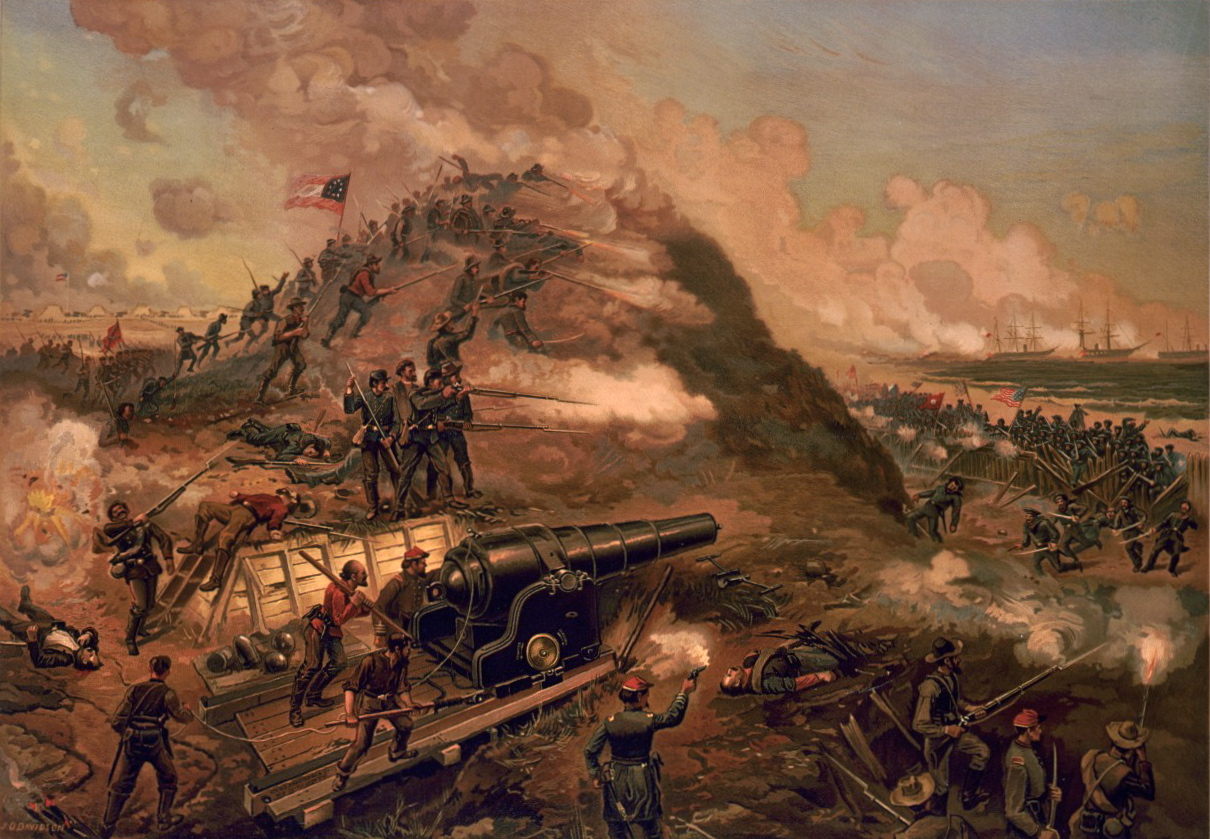
Wojna secesyjna

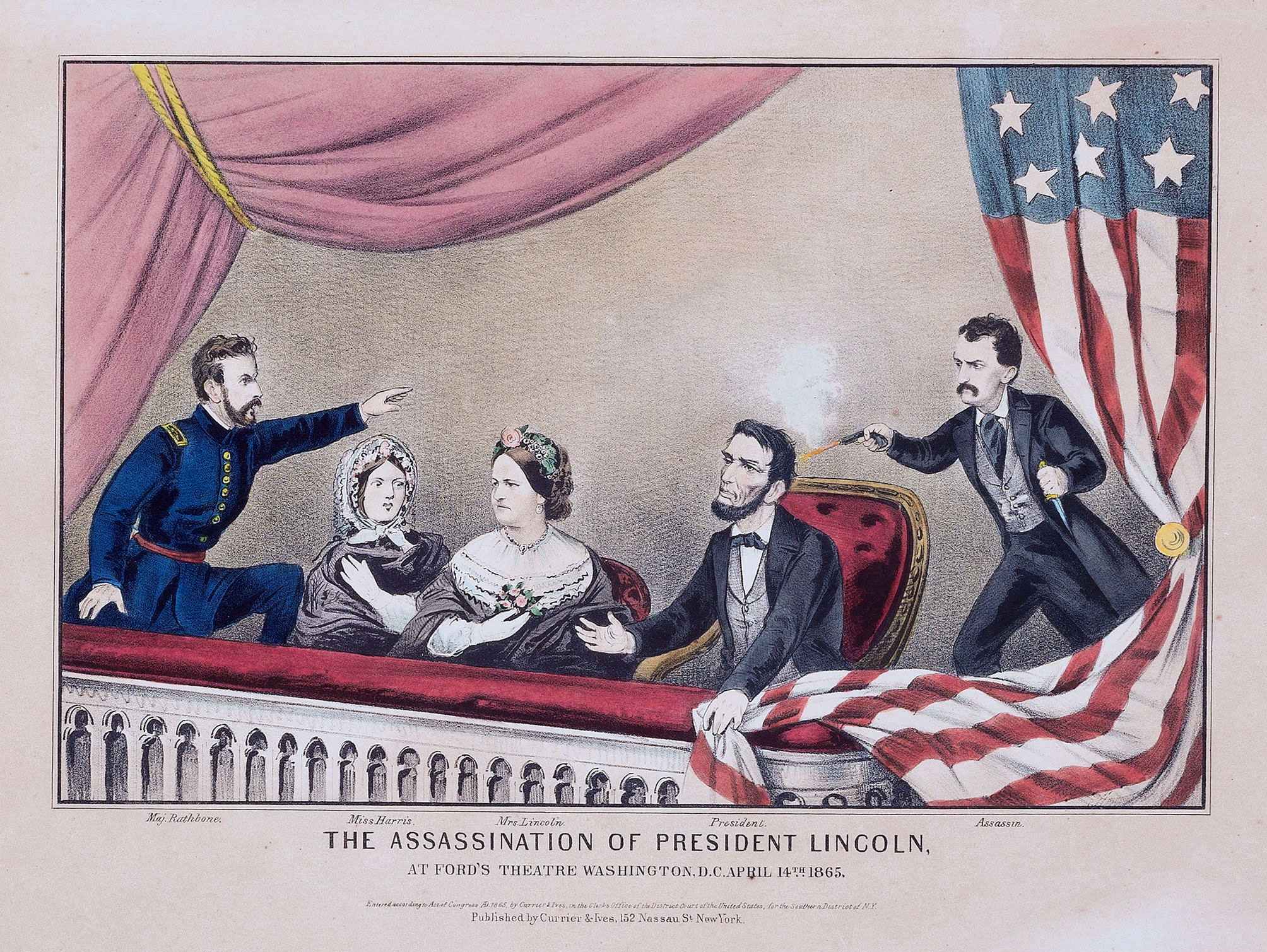
Zamach na prezydenta USA Abrahama Lincolna

## Wydarzenia
- Powstanie styczniowe na ziemiach polskich
- Uwłaszczenie chłopów w Królestwie Polskim
- Abraham Lincoln został prezydentem USA
- Zjednoczenie Włoch
- Wojna secesyjna w Stanach Zjednoczonych
- Wojna paragwajska
- Powstały Austro-Węgry
- Zniesienie niewolnictwa w Stanach Zjednoczonych
- W Londynie uruchomiono pierwszą na świecie linię metra
- Zamach na prezydenta USA Abrahama Lincolna
- Wojna siedmiotygodniowa
- Alfred Nobel wyprodukował dynamit
- Powstał Ku Klux Klan
- Dmitrij Mendelejew ogłosił układ okresowy pierwiastków
- Powstał Czerwony Krzyż
- 1863 października – okręt podwodny Konfederatów „David” zatonął, po poważnym uszkodzeniu okrętu liniowego „Ironside”
- Restauracja Meiji
- Sobór watykański I (1869–1870)
- ukończono budowę kanału Sueskiego

## Technologia
- Pierwsza Kolej Transkontynentalna
- Transatlantycki kabel telegraficzny

## Politycy i władcy
- Otto von Bismarck
- Wilhelm I Hohenzollern
- Wiktor Emanuel II
- Franciszek Józef I
- Napoleon III Bonaparte
- Wiktoria Hanowerska
- James Buchanan
- Abraham Lincoln
- Andrew Johnson
- Jefferson Davis
- Ulysses Grant
- Pius IX
- Karol Marks
- Charles Dickens
- Lew Tołstoj
- Dmitrij Mendelejew
- Victor Hugo
- Alfred Nobel